# Henri III de Nassau-Bréda
Pour les articles homonymes, voir Bréda (homonymie).
Henri III, comte de Nassau et seigneur de Bréda, de Lek et de Diest, né le 12 janvier 1483 à Siegen et mort le 14 septembre 1538 à Breda, fut un général au service de l'empereur Charles Quint.

## Biographie

### Famille
Henri III de Nassau-Breda est un membre de la Maison de Nassau, il est le fils de Jean V de Nassau-Dillenbourg et d'Élisabeth de Hesse. Il est l'oncle de Guillaume Ier d'Orange-Nassau (Guillaume le Taciturne).
Il épousa en 1510 Françoise-Louise de Savoie (1485-1511), fille de Jacques de Savoie et de Marie de Luxembourg-Saint-Pol, Dame de La Fère. Cette union étant restée sans postérité, il se remaria en 1518 à Claude de Chalon (1498-1521) dont il eut :
- René de Chalon, prince d'Orange (1519-1544) épouse en 1540 Anne de Lorraine (1522-1568) (dont une fille, Maria, morte trois jours après sa naissance en février 1544).

### Carrière militaire
En 1505, il fut membre de l'ordre de la Toison d'or. En 1513, au service de l'empereur  Maximilien Ier, il participa à la bataille de Guinegatte lors de la guerre de la Ligue de Cambrai.
Il participa aux guerres d'Italie, notamment la cinquième et la sixième. 
Il échoua à prendre la ville de Péronne qu'il assiégea du 14 août au 11 septembre 1536.
Il fut chambellan de l'empereur Charles Quint. On le dit protecteur du peintre et architecte Tommaso di Andrea Vincidor. Il serait par ailleurs le commanditaire vers 1500 du célèbre tableau de Jérôme Bosch, Le Jardin des délices.